# Prêmio Nansen
Prémio Nansen ou Medalha Nansen é um prêmio concedido anualmente pelo ACNUR aqueles que se destacaram nos serviços aos refugiados. O nome é uma homenagem ao explorador norueguês Fridtjof Nansen, criador do Passaporte Nansen e primeiro comissário da Liga das Nações.
Foi concedido primeiramente em 1954 e em 1979 foi acrescido de um prêmio em dinheiro equivalente a US$ 100.000. Até os dias atuais, os canadenses são os únicos a receberem o prêmio como nação.

## Vencedores
| Ano  | Nome                                                                               | País                                               |
| ---- | ---------------------------------------------------------------------------------- | -------------------------------------------------- |
| 1954 | Eleanor Roosevelt                                                                  | Estados Unidos                                     |
| 1955 | Rainha Juliana                                                                     | Países Baixos                                      |
| 1956 | Dorothy D. Houghton e Gerrit J van Heuven Goedhart                                 | Estados Unidos/ Países Baixos                      |
| 1957 | Cruz Vermelha                                                                      |                                                    |
| 1958 | David Hoggett e Pierre Jacobsen                                                    | Reino Unido/ França                                |
| 1959 | Oskar Helmer                                                                       | Áustria                                            |
| 1960 | Christopher Chataway, Colin Jones e Thimoty Raison                                 | Reino Unido                                        |
| 1961 | Rei Olavo V                                                                        | Noruega                                            |
| 1962 | Tasman Heyes                                                                       | Austrália                                          |
| 1963 | Conselho Internacional de Agências Voluntárias (ICVA)                              | Austrália                                          |
| 1964 | May Curwen, François Preziosi e Jean Plicque                                       | Reino Unido/ Itália/ França                        |
| 1965 | Lucie Chevalley e Ana Rosa Schliepper de Martinez Guerrero                         | França/ Argentina                                  |
| 1966 | Jørgen Nørredam                                                                    | Dinamarca                                          |
| 1967 | Bernardo de Lippe-Biesterfeld                                                      | Países Baixos                                      |
| 1968 | Bernard Arcens e Charles H. Jordan                                                 | Senegal/ Estados Unidos                            |
| 1969 | Princep Shah                                                                       | Nepal                                              |
| 1971 | Louise W. Holborn                                                                  | Estados Unidos                                     |
| 1972 | Svana Fridriksdottir                                                               | Islândia                                           |
| 1974 | Helmut Frenz                                                                       | Chile                                              |
| 1975 | James J. Norris                                                                    | Estados Unidos                                     |
| 1976 | Olav Hodne                                                                         | Noruega                                            |
| 1977 | Movimento da Crescente Vermelha                                                    | Malásia                                            |
| 1978 | Seretse Khama                                                                      | Botswana                                           |
| 1979 | Valéry Giscard d'Estaing                                                           | França                                             |
| 1980 | Maryluz Schloeter Paredes                                                          | Venezuela                                          |
| 1981 | Paul A. Cullen                                                                     | Austrália                                          |
| 1982 | Princesa Sônia                                                                     | Noruega                                            |
| 1983 | Julius Nyerere                                                                     | Tanzânia                                           |
| 1984 | Lewis M. Hiller, Jeff Kass e Gregg Turay                                           | Estados Unidos                                     |
| 1985 | Paulo Evaristo Arns                                                                | Brasil                                             |
| 1986 | Povo do Canadá (Elizabeth II e Jeanne Sauvé)                                       | Canadá                                             |
| 1987 | Juan Carlos I                                                                      | Espanha                                            |
| 1988 | Syed Munir Husain                                                                  | Paquistão                                          |
| 1989 | Daisaku Ikeda                                                                      | Japão                                              |
| 1991 | Paul Weis e Libertine Amathila                                                     | Áustria/ Namíbia                                   |
| 1992 | Richard von Weizsäcker                                                             | Alemanha                                           |
| 1993 | Médicos sem Fronteiras                                                             |                                                    |
| 1995 | Graça Machel                                                                       | Moçambique                                         |
| 1996 | Handicap International                                                             |                                                    |
| 1997 | Joannes Klas                                                                       | Estados Unidos                                     |
| 1998 | Mustafa Abdülcemil Qırımoğlu                                                       | Ucrânia                                            |
| 2000 | Jelena Silajdzic, abuna Paulo, Lao Mong Hay, Miguel Angel Estrella e Nações Unidas | Bósnia e Herzegovina/ Etiópia/ Camboja/ Argentina/ |
| 2001 | Luciano Pavarotti                                                                  | Itália                                             |
| 2002 | Arne Rinnan                                                                        | Noruega                                            |
| 2003 | Annalena Tonelli                                                                   | Itália                                             |
| 2004 | Memorial (associação)                                                              | Rússia                                             |
| 2005 | Marguerite Barankitse                                                              | Burquina Fasso                                     |
| 2006 | Akio Kanai                                                                         | Japão                                              |
| 2007 | Katrine Camilleri                                                                  | Malta                                              |
| 2008 | Chris Clark                                                                        | Reino Unido                                        |
| 2009 | Ted Kennedy                                                                        | Estados Unidos                                     |
| 2010 | Alixandra Fazzina                                                                  | Reino Unido                                        |
| 2011 | Sociedade para a Solidariedade Humanitária                                         | Iêmen                                              |
| 2012 | Hawa Aden Mohamed                                                                  | Somália                                            |
| 2013 | Angélique Namaika                                                                  | República Democrática do Congo                     |
| 2014 | Red Mariposas de Alas Nuevas Construyendo Futuro                                   | Colômbia                                           |
| 2015 | Aqeela Asifi                                                                       | Paquistão                                          |
| 2016 | Voluntários gregos da Equipe Helênica de Resgate                                   | Grécia                                             |